# Amperauen mit Leitenwälder zwischen Fürstenfeldbruck und Schöngeising
Das Naturschutzgebiet Amperauen mit Leitenwälder zwischen Fürstenfeldbruck und Schöngeising liegt auf dem Gebiet der Stadt Fürstenfeldbruck und der Gemeinde Schöngeising im Landkreis Fürstenfeldbruck in Bayern.
Das Gebiet erstreckt sich nordöstlich des Kernortes Schöngeising und südlich der Kernstadt Fürstenfeldbruck entlang der Amper, die das Gebiet in voller Länge durchfließt. Westlich verläuft die B 471 und nordöstlich die B 2.

## Bedeutung
Für Fürstenfeldbruck und Schöngeising ist seit 1986 ein 184,57 ha großes Gebiet unter der Kenn-Nummer NSG-00511.01 als Naturschutzgebiet ausgewiesen.